# Indirizzo politico
L'indirizzo politico (o di governo) è l'attività svolta dagli organi costituzionali dello Stato e consiste nella formulazione delle scelte con le quali si individuano i fini che lo Stato intende perseguire in un determinato momento storico attraverso l'attività amministrativa.

## Nel diritto e nella politologia
In diritto gli atti giuridici nei quali si estrinseca l'attività di indirizzo politico sono detti atti politici. In termini politologici l'attività di indirizzo politico può essere identificata con la decisione delle politiche pubbliche che saranno poi implementate dalla pubblica amministrazione. Infatti, "trattandosi di un'attività “libera nel fine”, essa opera in senso schumpeteriano: tra assunzione/mantenimento della carica elettiva e fornitura dell'appoggio per conseguire questo risultato vi è uno “scambio politico”, che sarebbe utopistico o pernicioso negare, sindacare o giuridicizzare".

## Differenza dall'atto amministrativo
Poiché è volta ad individuare i fini da perseguire, l'attività d'indirizzo politico è in sé libera nel fine e questo la distingue dall'attività amministrativa. Infatti, per quanto l'organo amministrativo possa essere dotato di ampia discrezionalità, la sua attività incontrerà sempre due ordini di limiti: da un lato, secondo il principio di legalità, non potrà esercitare il potere attribuitogli dalla legge per finalità diverse da quelle in vista delle quali la legge lo ha attribuito; dall'altro, dovrà perseguire i fini predeterminati in sede di indirizzo politico.
Secondo alcuni l'attività di indirizzo politico costituirebbe una quarta funzione dello Stato, da aggiungere alle tre tradizionali: normazione, amministrazione e giurisdizione. Tuttavia, secondo l'opinione prevalente, non si tratta di una funzione a sé ma, piuttosto, di un'attività "trasversale", che si esprime in atti propri delle altre funzioni pubbliche: leggi e atti aventi forza di legge, atti del governo formalmente amministrativi, atti giurisdizionali (si pensi alle sentenze delle corti supreme o costituzionali che annullano atti aventi forza di legge).
Dall'attività di indirizzo politico e dagli atti politici vanno distinti l'attività e gli atti di alta amministrazione. Si tratta di particolari atti amministrativi che svolgono una funzione di raccordo tra gli atti politici, volti alla scelta dei fini da perseguire, ed i provvedimenti amministrativi in senso stretto, volti alla concreta attuazione delle scelte effettuate con gli atti politici, rappresentando così il primo grado di attuazione dell'indirizzo politico in ambito amministrativo (ne sono esempi la nomina e la revoca dei più alti funzionari pubblici, l'adozione dei regolamenti ecc.)

## Nella giurisprudenza italiana
In tutti gli ordinamenti gli atti politici, in quanto liberi nel fine, si connotano per la loro insindacabilità essendo sottratti al sindacato degli organi, amministrativi o giurisdizionali, di giustizia amministrativa.
Nell'ordinamento italiano il principio - dato dalla sussistenza di una libertà nel fine che impedisce il sindacato giurisdizionale, in ragione dell’assenza del necessario parametro giuridico - era sancito nell'art. 31 del Testo Unico sul Consiglio di Stato e, successivamente, è entrato nell’art. 7, comma 1, del codice del processo amministrativo. La Corte costituzionale lo ha ritenuto compatibile con la Costituzione vigente chiarendo, tuttavia, che è applicabile ai soli atti politici in senso proprio (e non, quindi, agli atti di alta amministrazione) e che “quando il legislatore predetermina canoni di legalità, ad essi la politica deve attenersi, in ossequio ai fondamentali principi dello Stato di diritto”.
"Si deve, al riguardo, rimarcare che, ad avviso della giurisprudenza costituzionale, la presenza di un vincolo giuridico comporta l’attrazione delle determinazioni in materia assunte da organi politici nell’alveo dell’azione amministrativa sottoposta, alla stregua dei principi costituzionali, al controllo di legalità da parte dell’autorità giurisdizionale all’uopo preposta".